# Majel Bel Abbès
Pour les articles homonymes, voir Abbes.
Majel Bel Abbès (arabe : ماجل بلعباس) est une ville du centre-ouest de la Tunisie située à une vingtaine de kilomètres au sud de Fériana, entre Kasserine et Gafsa.
Rattachée au gouvernorat de Kasserine, elle constitue une municipalité comptant 6 471 habitants en 2014 ; elle est aussi le chef-lieu d'une délégation qui s'étale sur une superficie de 95,150 hectares.
Elle est au centre d'une zone agricole où sont cultivés céréales et arbres fruitiers en dépit d'un climat aride.

## Géographie
Majel Bel Abbès est en position de carrefour régional sur l'axe routier de la route nationale 15 et l'axe ferroviaire qui relie Tunis au centre minier de Redeyef.